# Ancien vignoble de la côte d'or
L'ancien vignoble de la côte d'or est une résidence de type néo-classique située dans le quartier de Sclessin à Liège en Belgique.

## Description
La résidence, de près de 2 100 m2, possède en son sein deux bâtisses construites dans la seconde moitié du XVIIIe siècle. Le domaine est actuellement divisé en 4 parcelles différentes et située rue Côte d'Or. Le domaine principal est formé de deux grandes maisons en L. Il est probable que le domaine formait initialement un U.  

## Histoire
En 1220, Othon de Jeneffe, le chanoine et doyen de la collégiale Saint-Paul, établi « aux sart » un prieuré de l'ordre de saint Augustin qui reçoit le nom de « Valle Benedictus. » Plus tard, en 1230, les religieuses de Robertmont, de l'ordre de Citeaux, remplacent les moines du prieuré.  
En 1333, elles obtiennent le « bois chaineux » qui est actuellement le parc privé de Cointe.  
Le 20 juillet 1592, un bref papal autorise la vente de parcelles pour supprimer les dettes de l'abbaye. C'est à cette date que des biens sont vendus petit à petit à des particuliers. D'après plusieurs cartes, le domaine est présent au début du XVIIIe siècle et même sur la carte de Ferraris. 
Les derniers vignobles de la ville de Liège furent ceux situés sur la côte d'or, de Saint-Laurent et de Vivegnis. Le vignoble de la côte d'or appartenait au couvent du Val-Benoît. Les vignobles de la côte d'or et de Vivegnis étaient encore actifs jusqu'au milieu du XIXe siècle.

Façade ouest en 1980

Annexe centrale en 1980

## Géographie
Situé entre les quartiers de Cointe, de Sclessin et du Val-Benoît, le domaine est voisin des flancs de la colline de Cointe , du château de Beaumont  et du château Piercot.
Autrefois le domaine s'étendait d'une part jusqu'à la Meuse et d'autre part jusqu'à l'emplacement actuel du parc de Cointe. Il avait notamment ses délimitations là lorsqu'il appartenait au couvent. 